# Listă de regizori de film - N
|  | Liste alfabetice de regizori de film A - B - C - D - E - F - G - H - I - J - K - L - M - N - O - P - Q - R - S - T - U - V - W - X - Y - Z |

| - Amir Naderi - Gheorghe Naghi (* 1932) - Mira Nair (* 1957) - Hideo Nakata - Mikio Naruse (1905 - 1969) - Gregory Nava - Doru Năstase (1933 - 1982) - Werner Nekes (* 1944) - Roy William Neill - Ralph Nelson (1916 - 1987) - Laura Neri - Jean Negulesco (1900 - 1993) - Cristian Nemescu (1979 - 2006) - Mike Newell - Lionel Ngakane - Fred Niblo | - Andrew Niccol - Cristiana Nicolae (* 1943) - Mike Nichols (* 1931) - Jack Nicholson - Rob Nilsson - Leonard Nimoy - Marcus Nispel - Gaspard Noé - Hans Noever (* 1928) - Christopher Nolan (* 1970) - Steve Norrington - Aaron Norris - Jehane Noujaim - Phillip Noyce - Bruno Nuytten - Rüdiger Nüchtern (* 1945) |

### Vedeți și
- Listă de actori - N
- Listă de actrițe - N